# Zagora-Mouresi
Zagora-Mouresi (tiếng Hy Lạp: ?) là một khu tự quản ở vùng Thessalía, Hy Lạp. Khu tự quản Zagora-Mouresi có diện tích 150 km², dân số theo điều tra ngày 18 tháng 3 năm 2001 là 6449 người.